# Santa Croce di Magliano
Santa Croce di Magliano è un comune italiano di 3 879 abitanti della provincia di Campobasso in Molise.

## Geografia fisica
È situato sulle colline delimitate a valle dal fiume Fortore e dal torrente Tona. 
È il comune più orientale della Regione Molise.
Il suo territorio copre 52,53 km² e confina con i comuni di San Giuliano di Puglia, Bonefro, Montelongo, Torremaggiore (Puglia), Castelnuovo della Daunia (Puglia) e Rotello. 
Geograficamente Santa Croce di Magliano è caratterizzato dalle seguenti coordinate: Lat = 41.7108, Lon = 14.9911.
Essendo situato ad un'altezza di 608 metri sul livello del mare, Santa Croce di Magliano vanta un ampio panorama: per tre quarti si scorgono colline e montagne, tra cui spicca, a nord-ovest, la cima della Maiella spesso imbiancata. A sud-est è visibile la lunga striscia di mare Adriatico che va da Termoli fin quasi al Gargano. Nelle giornate più limpide si riesce a scorgere nitidamente l'arcipelago delle Isole Tremiti.

## Storia
La prima citazione storica del paese viene riferita in documenti del XIII secolo. 
Nel 1266 divenne, per donazione, feudo del monastero di Sant'Eustachio in Pantasia e tale restò fino alla prima metà del XVI secolo. Appartenne poi ai Caldora, agli Acciapaccio, ai Ceva Grimaldi, a Rocco Stella di Modugno. Nel XV secolo fu popolata da una minoranza albanese proveniente da Costantinopoli, che costruí la chiesa greca, un raro esempio di architettura bizantina del Molise.
Il centro è stato danneggiato dal recente terremoto del Molise del 2002, che in particolare ha lesionato la chiesa di San Giacomo Maggiore, oggi restaurata.

### Simboli
Lo stemma e il gonfalone sono stati concessi con decreto del presidente della Repubblica del 7 agosto 1990.
Il gonfalone è un drappo partito di bianco e di rosso.

## Monumenti e luoghi d'interesse

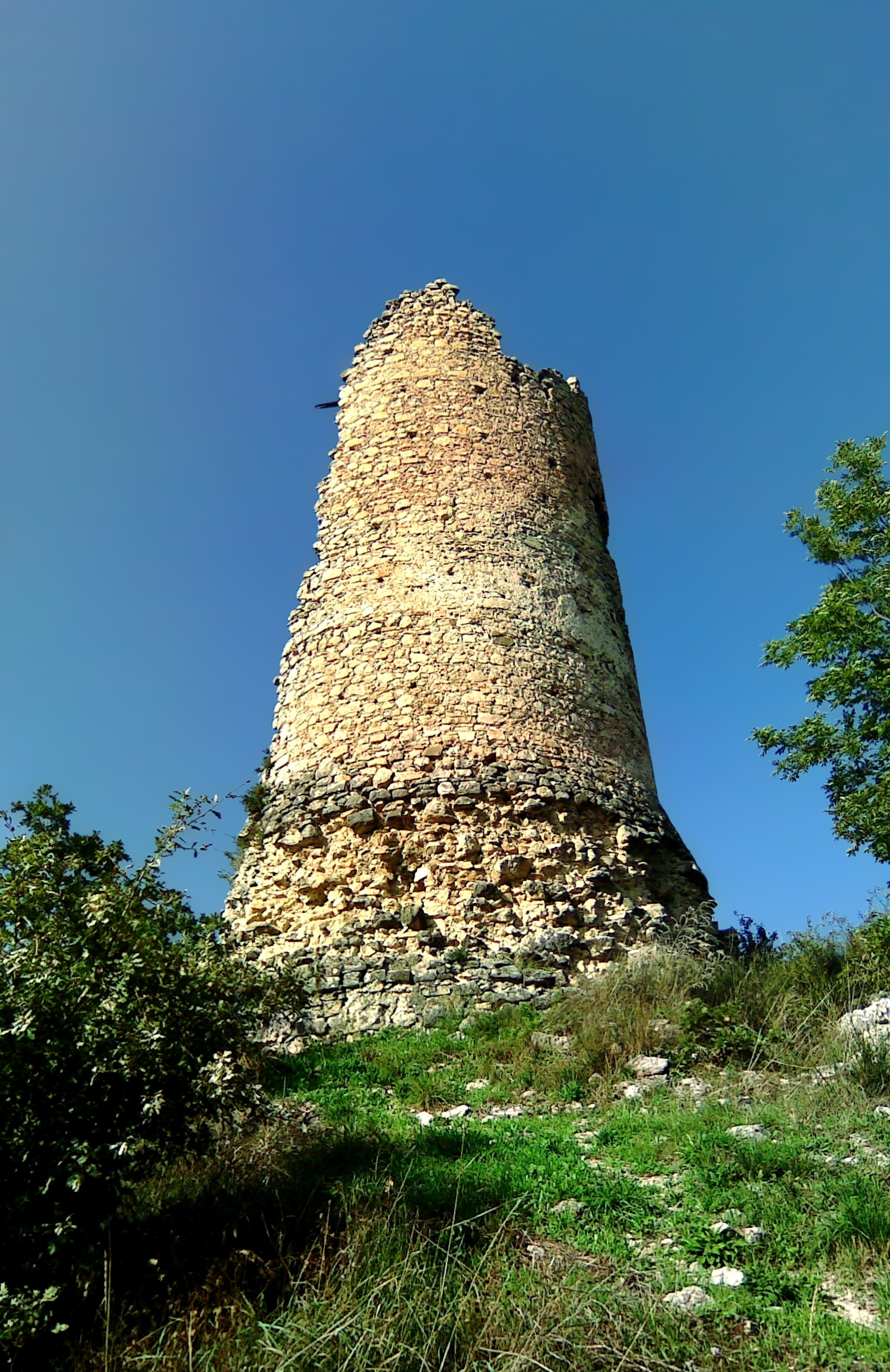
La torre superstite del primitivo villaggio di Magliano, distrutto da un terremoto

- Chiesa madre di Sant'Antonio: fu costruita nel 1612 per volere di don Pietro Giovanni Grimaldi, fratello del Barone di Santa Croce, con mandato di procura di don Antonio Palumbo di Rotello. Fu ricostruita in stile tardo barocco dopo il terremoto del 1732, con le tre navate ridimensionate in una sola. Nel 1850 venne costruita una seconda stretta navata per le cappelle. La chiesa ha facciata toscana irregolare, perché la porzione a sinistra è occupata dal campanile. Il portale è l'unico elemento di rilievo, ornato sa cornice modanata. L'interno è sobrio barocco, con le arcate delle navate divise da pilastri con capitelli ionici. L'altare maggiore è sormontato da una falsa cupola a calotta e dall'organo ligneo settecentesco.
- Chiesa di San Giacomo: sorge all'ingresso del corso Umberto, costruita nel 1727. Nel 1875 fu costruito il campanile con classica cuspide a cipolla napoletana. A causa del terremoto del 2002, la chiesa rimase chiusa fino al 2009, quando iniziarono i lavori di restauro, poi terminati. Ha facciata con terminazione a timpano triangolare, ornata da semplice portale architravato. Il campanile a torre è molto più pregiato, con il settore della cella campanaria ornato da paraste mistilinee. La cuspide è stata ripristinata dopo che il terremoto del 2002 l'aveva fatta crollare.
- Chiesa greca: sul corso Umberto, è la più antica del paese, dove fino al '700 si praticava il rito bizantino. Nel 1609 fu istituita la Confraternita del Rosario, con bolla pontificia del 29 aprile 1667. Nel Novecento fu sconsacrata e danneggiata dal terremoto del 2002, successivamente riaperta. La chiesa mostra un aspetto molto semplice, con facciata barocca, decorata solo dal portale con sopra un finestrone in asse. L'interno è a navata unica.
- Torre di Magliano: sorge in una riserva naturale, dove prima esisteva il villaggio medievale, distrutto da un rovinoso terremoto. Infatti dopo il sisma la zona fu abitata dalla minoranza albanese che costruí il nuovo villaggio di Santa Croce. La torre ha pianta circolare ed è spezzata in due.

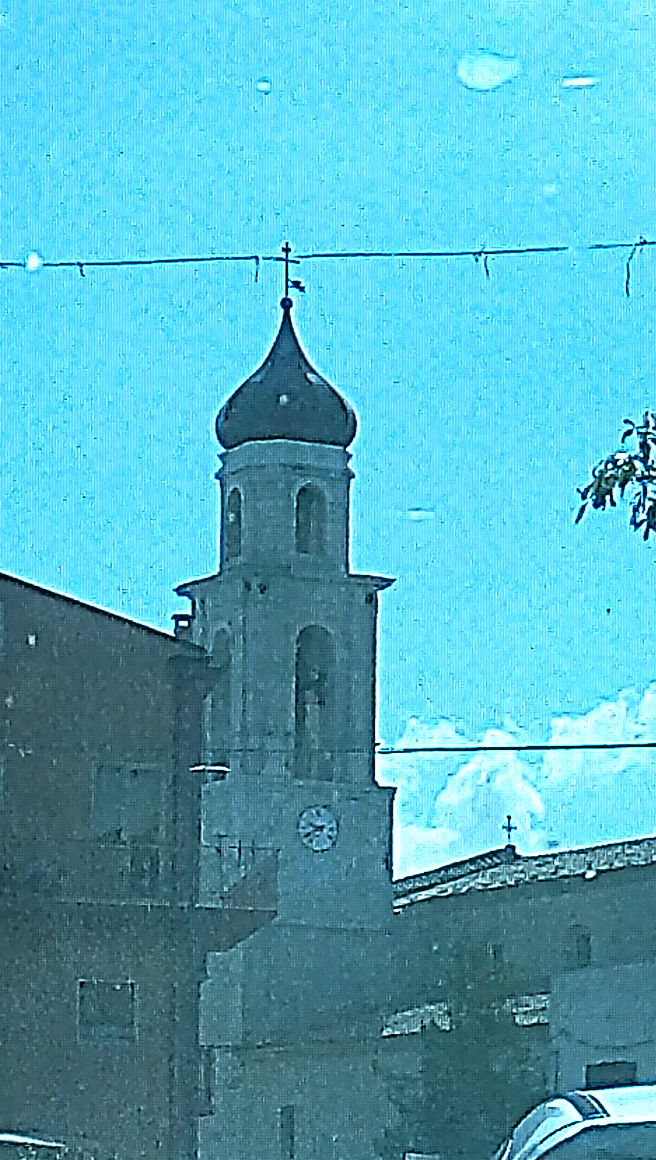
Campanile della chiesa di San Giacomo Apostolo

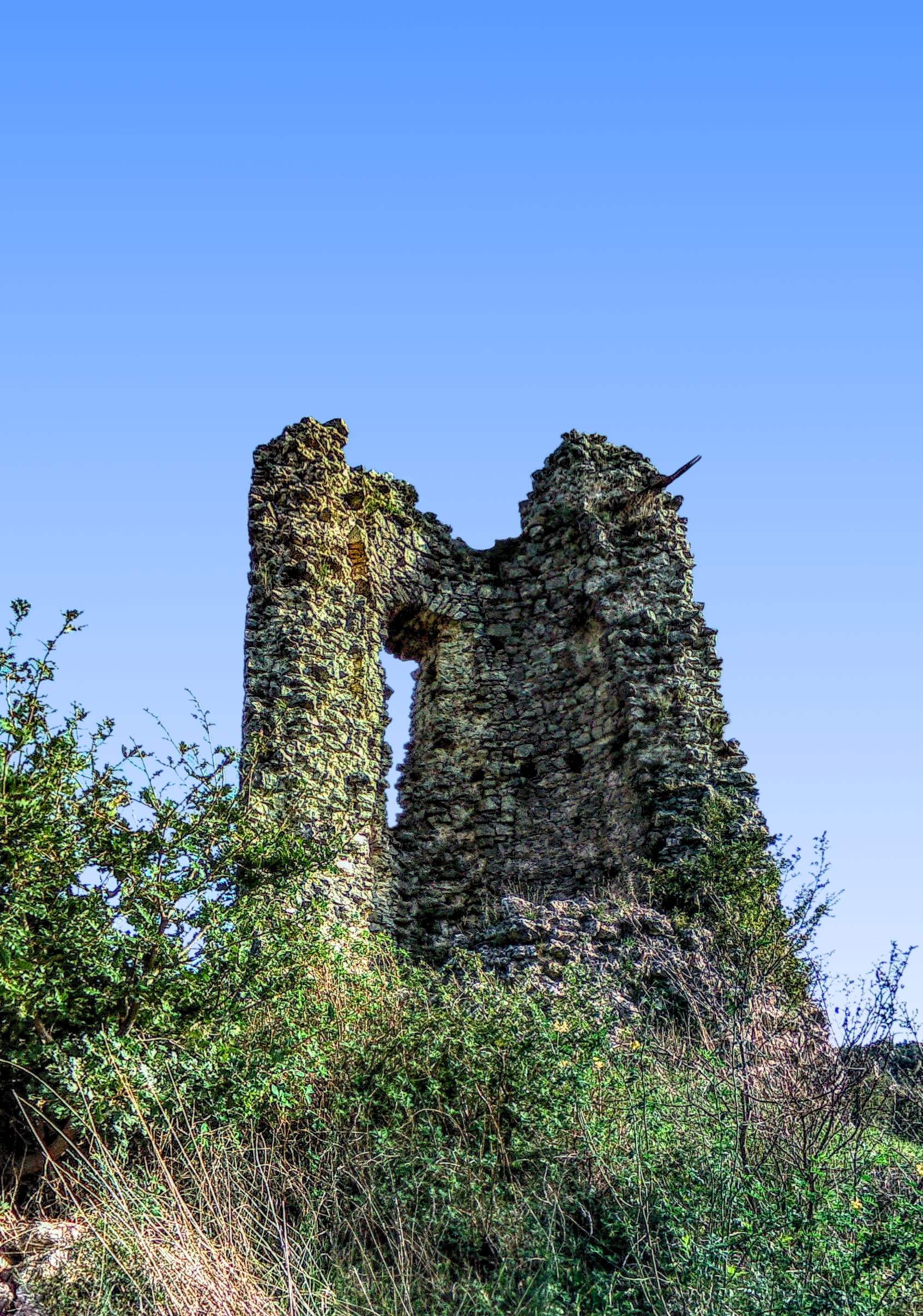
Torre di Magliano

## Società

### Evoluzione demografica
Abitanti censiti

### Istituzioni, enti e associazioni
Numerose sono le associazioni culturali, sindacali, sportive e di volontariato, sintomo di un certo fermento culturale (coordinato dalla Pro Loco "Quattro Torri").

## Cultura

### Scuole
Il centro molisano è sede, oltre che della direzione didattica della scuola dell'obbligo, anche di un liceo scientifico.

### Eventi
Patrono è sant'Antonio di Padova (13 giugno). Altre importanti feste popolari: la "Pasquetta" (5 gennaio), "U Marauasce" (19 marzo), la benedizione degli animali durante l'ultimo sabato d'aprile, la festa di san Giacomo Apostolo (25 luglio), la processione in onore di san Flaviano martire (22 agosto), la processione in onore della Madonna del Rosario (15 ottobre).

## Economia
La sua economia si basa prevalentemente sull'agricoltura e sull'artigianato.

## Infrastrutture e trasporti
La viabilità primaria è costituita dalla statale 276 Maglianina. Le strade interne, con uno sviluppo di oltre 15 km, sono a fondo solido ed asfaltato; quelle esterne ed interpoderali assommano a 115 km.

## Amministrazione
Di seguito è presentata una tabella relativa alle amministrazioni che si sono succedute in questo comune.
| Periodo          | Periodo         | Primo cittadino      | Partito                     | Carica  | Note  |
| ---------------- | --------------- | -------------------- | --------------------------- | ------- | ----- |
| 3 gennaio 1987   | 30 luglio 1990  | Paolo Mastrangelo    | Partito Comunista Italiano  | Sindaco | [ 6 ] |
| 30 luglio 1990   | 19 ottobre 1992 | Michele G. Iantomasi | Partito Socialista Italiano | Sindaco | [ 6 ] |
| 17 dicembre 1992 | 24 aprile 1995  | Giovanni Gianfelice  | Partito Socialista Italiano | Sindaco | [ 6 ] |
| 24 aprile 1995   | 14 giugno 1999  | Salvatore Mascia     | Progressisti                | Sindaco | [ 6 ] |
| 14 giugno 1999   | 14 giugno 2004  | Giovanni Gianfelice  | lista civica                | Sindaco | [ 6 ] |
| 14 giugno 2004   | 8 giugno 2009   | Pasquale Marino      | lista civica                | Sindaco | [ 6 ] |
| 8 giugno 2009    | 26 maggio 2014  | Alberto Florio       | lista civica                | Sindaco | [ 6 ] |
| 26 maggio 2014   | 27 maggio 2019  | Donato D'ambrosio    | lista civica                | Sindaco | [ 6 ] |
| 27 maggio 2019   | 9 giugno 2024   | Alberto Florio       | lista civica                | Sindaco | [ 6 ] |
| 9 giugno 2024    | in carica       | Alberto Florio       | lista civica                | Sindaco | [ 6 ] |

## Sport
La Turris è la squadra di calcio più popolare del paese, fondata nel 1963, vanta 3 vittore della coppa Italia regionale (92/93 93/94 12/13) e numerose partecipazioni nell'eccellenza molisana con varie partecipazioni a playoff interregionali.
Altre squadre di calcio del paese, sono la Torre Magliano e la Comune.